# إدي فينوكان
إدي فينوكان (بالإنجليزية: Eddie Finucane)‏ هو لاعب دوري الرغبي أسترالي، ولد في 1916، وتوفي في 24 فبراير 1991.